# Międzynarodowy Kolejowy List przewozowy CIM
Międzynarodowy kolejowy list przewozowy CIM – dokument stwierdzający zawarcie z przedsiębiorstwem kolejowym umowy o przewóz. Umowę uważa się za zawartą w chwili przyjęcia przez kolej przesyłki i umieszczenia stempla datownika stacji nadania na liście przewozowym. Obowiązki i prawa stron umowy wynikają z międzynarodowej konwencji o przewozie towarów koleją. Stosowanie tego dokumentu obowiązuje w większości krajów europejskich, które przystąpiły do konwencji COTIF.
Dokument CIM składa się z pięciu egzemplarzy. Każdy egzemplarz dokumentu jest przeznaczony dla innego uczestnika procesu transportowego:
- oryginał – dla odbiorcy przesyłki,
- ceduła przewozowa – dla stacji przeznaczenia (dokument ten dołączony jest do przesyłki),
- poświadczenie odbioru towarzyszy przesyłce do stacji przeznaczenia i stanowi podstawę do rozliczenia między zarządami kolei,
- wtórnik – dla nadawcy przesyłki,
- poświadczenie nadania – dla stacji nadania[2].

Międzynarodowy kolejowy list przewozowy CIM winien być sporządzony w dwóch językach: języku kraju nadania oraz francuskim, niemieckim bądź włoskim.